# Jiřina Jelenská
Jiřina Jelenská (roz. Jiřina Růžena Vašků, 21. prosince 1942 Horní Jelení – 27. března 2007 Hradec Králové) byla česká herečka a manželka herce Václava Duška (* 1943).

## Filmografie
- 1973: Tři oříšky pro Popelku
- 1977: Penelopa (Zuza)
- 1978: Já jsem Stěna smrti (Boža)
- 1979: Housata
- 1980: Blázni, vodníci a podvodníci
- 1980: Jen si tak trochu písknout (učitelka Budínová)
- 1981: Jako zajíci
- 1981: Kopretiny pro zámeckou paní
- 1981: Pohádka svatojánské noci
- 1981: Pozor, vizita!
- 1983: Bota jménem Melichar (květový)
- 1984: Prodavač humoru
- 1985: Jako jed (učitelka)
- 1985: Pohlaď kočce uši (Zrzka)
- 1985: Tichá radost (obézní pacientka)
- 1987: Discopříběh
- 1987: Jak básníkům chutná život
- 1987: Když v ráji pršelo
- 1988: Dobří holubi se vracejí
- 1988: Oznamuje se láskám vaším
- 1988: Sedm hladových
- 1989: Blázni a děvčátka
- 1989: Nemocný bílý slon
- 1989: Slunce, seno a pár facek
- 1991: Slunce, seno, erotika
- 1993: Krvavý román (páter Bruna)